# Svartvikstjärnarna, Dalarna
Svartvikstjärnarna är en sjö i Rättviks kommun i Dalarna och ingår i Dalälvens huvudavrinningsområde.